# Shannon Bool
Shannon Bool (* 1972 in Comox, British Columbia) ist eine kanadische Künstlerin und Professorin für Malerei. Sie lebt und arbeitet in Berlin.

## Leben und Werk
Shannon Bool studierte zunächst englische Literatur und Psychologie an der University of Victoria. Ab 1998 begann sie ein Studium am Emily Carr Institute of Art and Design in Vancouver. 2001 ging Bool zum Austauschstudium an die Cooper Union School of Art in New York und noch im selben Jahr nach Deutschland, wo sie von 2001 bis 2004 an der Städelschule in Frankfurt studierte.
Bereits 2003 während ihres Studiums wurde Bool einem größeren Publikum bekannt, als Daniel Birnbaum ihre Arbeiten dem Phaidon Verlag für eine Publikation vorschlug die 109 aufstrebende Persönlichkeiten aus der weltweiten Zeichenkunst vorstellt. Es folgten zahlreiche Einzel- und Gruppenausstellungen sowie Preise und Stipendien. Bools Werke sind in nationalen und internationalen Museumssammlungen wie dem Metropolitan Museum of Art in New York, dem Museum für Moderne Kunst Frankfurt und dem Museum of Contemporary Photography in Chicago vertreten.
2008 übernahm Bool eine Gastprofessur in Vertretung von Franz Ackermann an der Akademie der Bildenden Künste Karlsruhe, 2017 wurde sie an die Kunsthochschule Mainz berufen. Dort leitet sie seitdem als bislang jüngste Professorin eine eigene Malerei Klasse.
2022 gewann ihr Entwurf „Glass Curtain“ den Kunstwettbewerb um die Gestaltung der Wände der Patios des Opernhauses Köln.

## Künstlerische Arbeit
Bool greift in ihrer Arbeit kunstgeschichtliche Erzählungen durch eine materielle Praxis auf. In den Malereien, Textilarbeiten, Fotogrammen und Skulpturen finden sich zahlreiche kunstgeschichtliche sowie populärgeschichtliche Verweise, die Bool durch genauste Recherche in neue Kontexte setzt. Sie „hoffe […], dass [sie] etwas auseinanderlöse, entwirre, entfädele, was vorher als etwas Gegebenes, hierarchisch Geordnetes oder Vorbeurteiltes fest verwoben war.“

## Preise und Auszeichnungen
- 2019: Scotiabank Photography Award (shortlisted)[9]
- 2013: Villa-Romana-Preis, Artist in Residency, Italien
- 2008: School of Art – RMIT University, Artist in Residency, Australien
- 2007: Kunstfonds Bonn
- 2006: Schloss Bleckede
- 2005: Award for Graduates Städelschule Frankfurt
- 2004: Ernst and Young Prize, Städelschule Frankfurt
- 2004: Frankfurter Künstlerhilfe

## Ausstellungen (Auswahl)

### Einzelausstellungen
- 2023: Shannon Bool: The Shape of Obus, Kelowna Art Gallery, British Columbia, Kanada
- 2022: Museum of Contemporary Photography, Chicago, USA
- 2022: Capture Photography Festival Vancouver
- 2022: Shannon Bool trifft Otto Eckmann, Kaiser Wilhelm Museum, Krefeld
- 2020: Shannon Bool: Modernism and its Discontents, Agnes Etherington Art Centre, Kingston, Kanada
- 2019: Kunstverein Braunschweig, Braunschweig
- 2019: Shannon Bool. Promiscuous Rooms, Centre Culturel Canadien, Paris
- 2018: Shannon Bool. The Shape of Obus, Musée d‘art de Joliette, Joliette, Kanada
- 2015: The Flight of the Medici Mamluk/Michelangelo’s Place, Contemporary Art Gallery Vancouver, Kanada
- 2012: Patterns of Emancipation, Daniel Faria Gallery, Toronto
- 2012: From the Kingis Quair, Kadel Willborn, Karlsruhe
- 2011: The Inverted Harem II, Kunstverein Bonn
- 2010: The Inverted Harem I, GAK – Gesellschaft für Aktuelle Kunst, Bremen
- 2010: MIND THE GAP, Centre rhénan d'art contemporain Alsace, Altkirch, Frankreich

### Gruppenausstellungen
- 2024: Infinite Regress: Mystical Abstraction from the Permanent Collection and Beyond, Kemper Museum of Contemporary Art, Kansas City, USA
- 2024: Wiedereröffnung, Kunstmuseum Mülheim an der Ruhr
- 2022: Dip in the past, Lehnbachhaus, München
- 2022: Musterung. Pop und Politik in der zeitgenössischen Kunst, Kunstmuseum Ravensburg & Kunstsammlungen Chemnitz
- 2021: Now or Never, Kunstmuseum Stuttgart
- 2016: Le Grand Balcon, La Biennale de Montréal, Kanada
- 2016: Dream States: Contemporary Photographs and Video, The Metropolitan Museum of Art, New York, USA
- 2013: Villa Romana 1905-2013, Kunst- und Ausstellungshalle der Bundesrepublik Deutschland, Bonn
- 2010: New Frankfurt Internationals, Museum MMK für Moderne Kunst, Frankfurt[10]

## Sammlungen (Auswahl)
- The Metropolitan Museum of Art
- National Gallery of Canada
- Musée d'art contemporain de Montréal
- Museum für Moderne Kunst Frankfurt
- Kunstmuseum Bonn
- Städtische Galerie im Lenbachhaus
- Museum of Contemporary Photography Chicago
- Sammlung Landesbank Baden-Württemberg
- Bundeskunstsammlung